# Uniwersytet Medyczny w Tiranie
Uniwersytet Medyczny w Tiranie (alb. Universiteti i Mjekësisë Tiranë) – albańska uczelnia medyczna.
Poprzednikiem uczelni był Wyższy Instytut Medyczny (Institutit të Lartë të Mjekësisë), założony w Tiranie w 1952 roku. Uniwersytet Medyczny został utworzony decyzją Rady Ministrów z 23 stycznia 2013. 
W skład uczelni wchodzą następujące jednostki administracyjne:
- Wydział Stomatologii
- Wydział Medycyny
- Wydział Farmacji
- Wydział Zdrowia Publicznego
- Wydział Technicznych Nauk Medycznych

## Rektorzy uniwersytetu
- Jera Kruja (styczeń 2013 – marzec 2014)
- Ali Refatllari (marzec 2014 – czerwiec 2015)
- Arben Gjata (od czerwca 2015)[1]